# Gambijská kuchyně

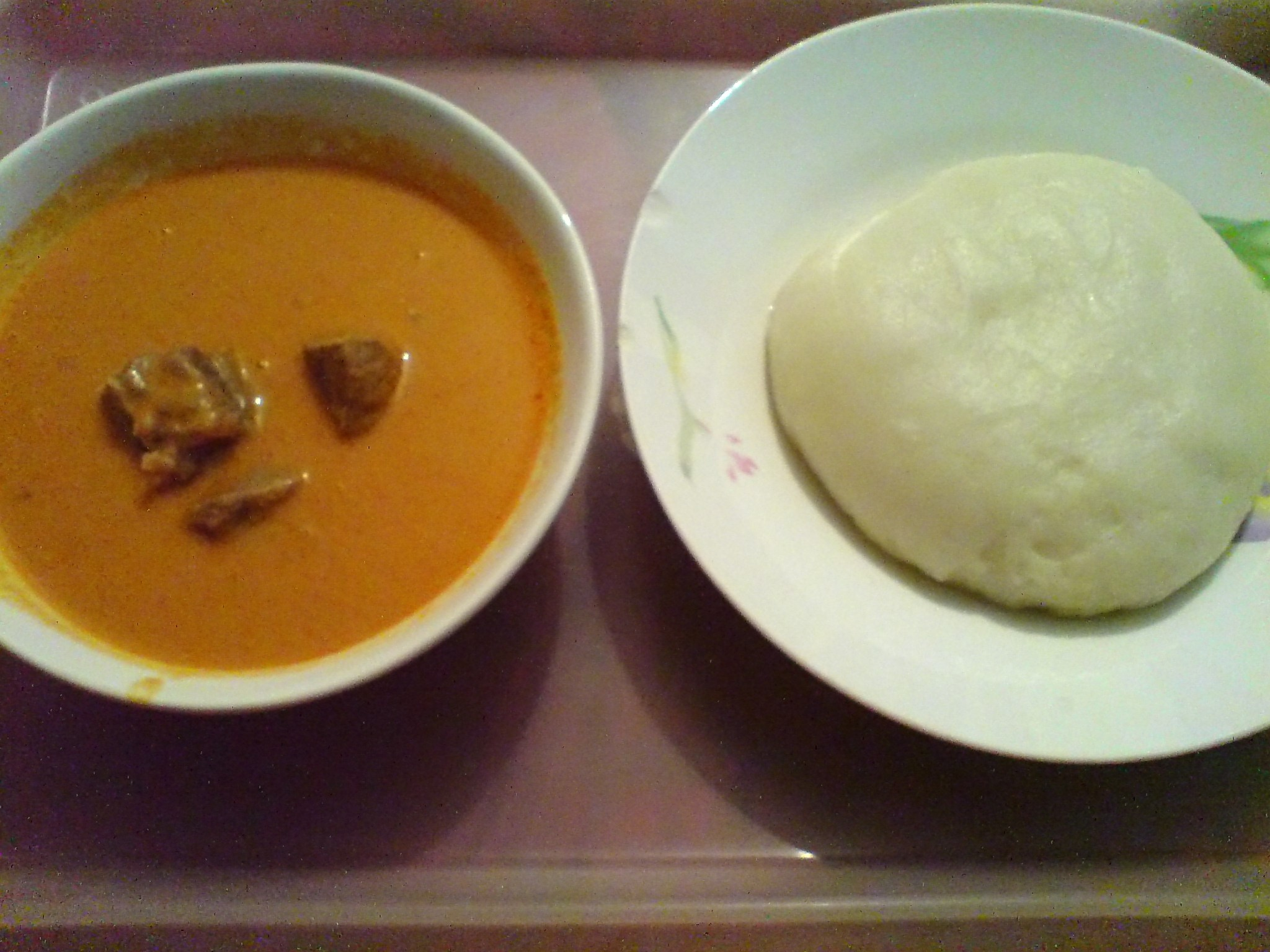
Fufu s arašídovou polévkou

Kuchyně Gambie používá především rýži, ryby, arašídy, ústřice, rajčata, fazole, citrony, maniok, zelí, cibuli, chilli a různá koření a bylinky.

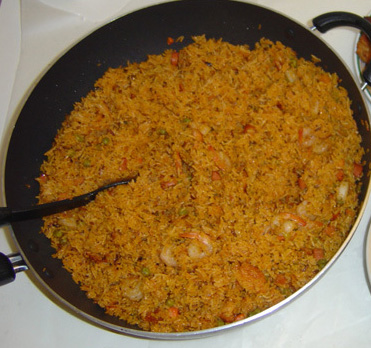
Benachin

## Příklady gambijských pokrmů
- Benachin, tradiční wolofský pokrm. Jde o smaženou rýži se zeleninou a masem (podobný španělské paelle).[1]
- Domoda, pokrm někdy považován za národní jídlo. Jedná se o arašídovou dušeninu, typickou pro kmen Mandinků.[1]
- Fufu, nevýrazná placka používaná jako příloha[2]
- Yassa, pikantní kuřecí pokrm, podávaný s rýží[1]
- Maafe, arašídová omáčka[1]
- Ústřice
- Thiakry, zákusek z jáhlového kuskusu
- Peppersoup, pikantní papriková polévka

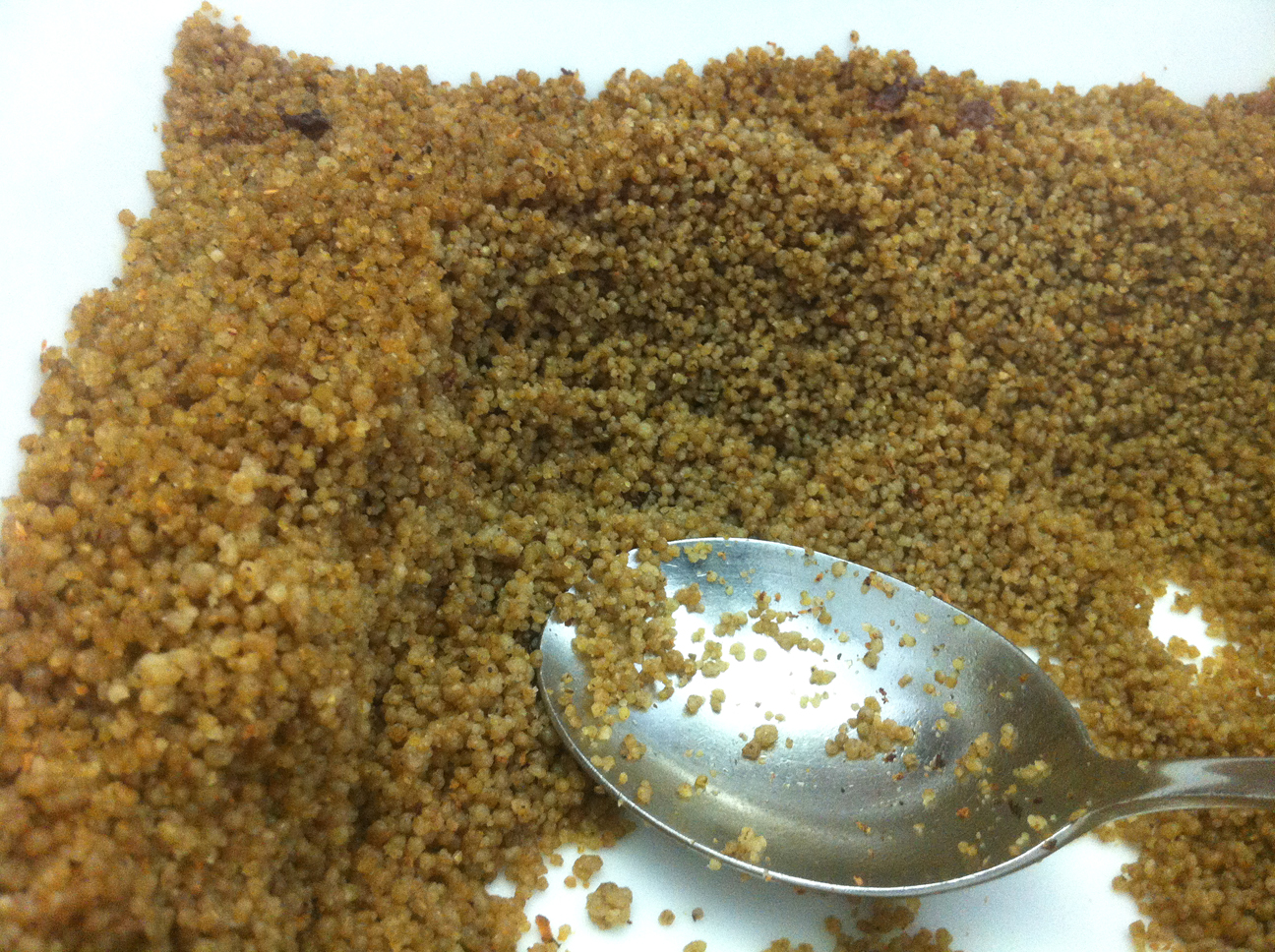
Thiakry

- Rybí koule, koule z rybího masa[3]

## Příklady gambijských nápojů
- Různé džusy a ovocné šťávy[1]
- Wonjo, ibiškový nápoj podobný karkade[1]
- Palmové víno[1]
- Pivo, místní značka se jmenuje Jul Brew a vyrábí se v Banjulu[1][4]
- Attaya, silný zelený čaj[1][5]